# Кентржинський Богдан Антонович
Богда́н Кентржи́нський (* 22 лютого 1919, Рівне — † 23 травня 1969, Стокгольм, Швеція) — дослідник історії України XVII—XVIII ст., політичний діяч, публіцист, журналіст, перекладач, член НТШ, член-кореспондент УВАН.

## Життєпис
Богдан Кентржинський народився 22 лютого 1919 року в місті Рівне, в родині вчителів шляхетського походження. Його батько Антон (1892—?) був кооператором і громадським діячем у Рівному, матір Олена (?—1977) — закінчила гімназію та педагогічні курси. Богдан мав брата Тараса.
З 1936 по 1939 рр. Богдан Кентржинський закінчив рівненську гімназію ім. Пекарського і вступив на гуманістичний відділ Варшавського університету, а з 1937 р. одночасно слухав лекції і у варшавській Високій школі журналістики. У 1938–1941 рр. навчався в університетах Франкфурта-на-Майні, Осло і Берліна (вивчав германістику), працював в Українському національному об'єднанні в Німеччині. У 1940—1941 рр. був уповноваженим УНО в Берліні.
Членом ОУН став наприкінці 1930-х рр. (псевдоніми: Доктор, Кент, Орловський, В. Сіверський, Шапара). Після розколу ОУН залишився серед прибічників полковника Андрія Мельника. У липні 1941 р. призначений головою Проводу українських націоналістів (ПУН), уповноваженим ОУН у Фінляндії (за пропозицією Володимира Панченко-Юревича) й з січня 1942 р. постійно жив в Гельсінкі. На той момент Кентржинському було 22 роки.
У спогадах Богдан Кентржинський писав, що Мельник поставив перед ним три завдання: «а) національна й соціальна опіка над українськими полоненими; б) створення з них національного леґіону; в) наладнання української інформаційної й пропаґандивної служби». У квітні 1942 р. він заснував Українське інформаційне бюро для Фінляндії і Скандинавії (УІФС), яке публікувало бюлетень фінською, німецькою і шведською мовами, а також готувало матеріали для української преси. Кентржинський виступав з лекціями про Україну в Географічному товаристві Фінляндії (лютий 1942 р.) та на спільному засіданні трьох історичних товариств. Влітку цього ж року Кентржинський починає видавати часопис «Українець у Фінляндії», який вперше з'явився друком 15 лютого 1943 року. Окрім «Українця…» УІФС видавало для військовополонених «Захалявні книжечки» та «Український літопис» (Богдан Кентржинський був редактором останнього). Тоді ж УІФС організувало Комітет допомоги українським полоненим у Фінляндії. Завдяки діяльності УІФС у фінській пресі впродовж 1942–1944 рр. з'явилося приблизно 800 статей, присвячених Україні й українській тематиці. Зокрема, 22 січня 1943 р. у фінських газетах було опубліковано майже 80 статей, присвячених 25-літтю проголошення державної незалежності України, з них 40 передовиць. Пропонував міністерству закордонних справ Фінляндії створити український табір, де б військовополонені українці могли отримати військову підготовку, займатися освітою, самодіяльністю. Укомплектовував для полоненних українців пересувні бібліотеки. Наприкінці 1943 року Кентржинський звертався з проханням звільнити військовополонених і відправити їх на цивільні роботи.
У 1943 р. Б. Кентржинський певний час працював у міністерстві внутрішніх справ Німеччини у відділі статистики східноєвропейських країн, а також статистики українців у колишній Польщі. Пізніше знову повернувся до Фінляндії, де слухав лекції у Гельсинському університеті.
У 1943 року в Гельсінкі вийшла його книга «Sanningen om Ukraina» («Правда про Україну»), у якій автор аналізує загарбницьку політику московської окупаційної влади в Україні. У січні 1944 р. німці масово арештували членів ОУН, і Кентржинський втратив зв'язок з Проводом, а у вересні 1944 р., коли уряд СРСР оголосив ультиматум уряду Фінляндії з вимогою капітуляції, Кентржинський, щоб не потрапити до рук агентів НКВС, мусив майже нелегально добиратися до Швеції.
Перші роки перебування у Швеції займався торгівлею. Про це він написав в одному зі своїх листів: «В 1944 р. осінню прийшлось давати дряпака до Стокгольму, не обійшлось без перипетій, бо моя книжка „Правда про Україну“ викликала там гостру реакцію Коллонтаїхи, а шведи тоді трясли штанами і від менших погроз. Через те мені на початку було тут дуже тяжко, бо впустили мене під умовою, що „не робитиму політики“, не вестиму відкритої журналістичної роботи і взагалі сидітиму тихо… В мене повстала доволі дошкульна матеріяльна, а також моральна кріза, бо прийшлось зрікатися фаху». Проте все ж таки до кінця війни він співпрацював з «Dagens Nyheter», а в 1948 р. дістав роботу кореспондента «Daily Telegraph».
В 1947 році Кентржинський був одним із засновників Української громади в Швеції. В 1949 році він засновує в Стокгольмі Українське інформаційне бюро на Скандинавію (УІБ), створює й очолює Український академічний клуб у Стокгольмі (листопад 1949 р.), де організовував лекції українських істориків. Саме у Швеції Богдан Кентржинський отримав акредитацію журналіста. З 1949 р. Кентржинський був представником Виконного органу (ВО) УНРади у Скандинавії. У ці ж роки він стає членом Проводу ОУН. У 1954 році разом з Романом Рудником, Петром Горватом, Іваном Будком, Юрієм Борисом та Богданом Залугою створює Діловий комітет, який мав на меті організацію публічних лекцій, прес-конференцій для висвітлення правди про Україну.
У 1949–1950 рр. Б. Кентржинський слухав лекції в Стокгольмському університеті, а 1951 р. захистив докторську дисертацію в Українському вільному університеті в Мюнхені на тему «Союз Карла XII з Мазепою в освітленні найновішої шведської історіографії». Його дисертацією опікувався професор Борис Крупницький. У 1955–1956 рр. Кентржинський досліджував архівні джерела XVII—XVIII ст. в Упсалі. Він також співпрацював зі шведським історичним товариством «Karolinska förbundet», у щорічнику якого публікував свої наукові праці, присвячені відносинам Швеції та України в епоху Богдана Хмельницького.
У 1957 р. Кентржинський захистив габілітаційну дисертацію в мюнхенському УВУ на тему «Карл Х Ґустав і східньоевропейська криза 1654–1655 рр.» За внесок у розвиток української історичної науки його обрали членом НТШ та членом-кореспондентом УВАН. Богдан Кентржинський був кореспондент багатьох видань: фінського журналу «Itsenäinen Suomi» (1942), стокгольмської газети «Svenska morgonbladet», копенгагенської газети «Politiken». У 1950 р. він був співробітником стокгольмської редакції американського агентства Associated Press. Також співпрацював з українськими часописами: «Український вісник» (видання УНО, Берлін), «Краківські вісті» (1942—1943), українськими виданнями США і Канади, був співредактором газети «Українське слово» (Париж).
З дитинства Кентржинський мав погане здоров'я. Проживаючи у Швеції, Кентрижинський декілька разів опинявся в лікарні, зокрема через виразку шлунка (1947) та хворе серце. 21 травня 1969 р. Богдан Кентржинський переніс важку операцію на серці й за два дні помер у шпиталі. Поховали його у Стокгольмі на цвинтарі Скуґсчюркоґорден.
Богдан Кентржинський володів українською, російською, польською, німецькою, французькою, фінською та шведською мовами.
Українською мовою перекладено такі твори Богдана Кентржинського:
- Богдан Кентржинський. «Мазепа». — К.: «Темпора», 2013 (переклав Олег Король)

## Твори

### Книги і монографії
- «Zwischen Gestern und Morgen» («Між учора і завтра» — книжка про історію, культуру, народне господарство України, машинопис нім. мовою; понад 200 с., брак деяких сторінок) — 1942 р.
- «Sanningen om Ukraina» («Правда про Україну»), Söderström & Co. Förlagsaktiebolag. Helsingfors 1943 (214 стор.)
- «Mazepa». Wahlström @ Widstrand, Stockholm 1962, 539 sidor.
- «Союз Карла XII з Мазепою в освітленні найновішої шведської історіографії» (докторська дисертація, УВУ, Мюнхен, 1951), 62 стор.
- «Карл Х Ґустав і східньоевропейська криза 1654—1655 рр.». Мюнхен, 1957 (габілітаційна дисертація).

### Публіцистика, наукові та науково-популярні статті
- «Kampen om Ukrainas självständighet» («Боротьба за самостійність України»). Helsingfors 1942.
- «Ukrainan vapaustaistelu», Helsinki, 1942.
- «Ukraina och Norden», Finsk Tidskrift, липень — серпень 1942
- «Ukraina ja sen ’vapauttajat’» в журналі Itsenäinen Suomi, 12, 1943, стор. 33—35.
- «Katajaisena kasvaa vapautemine». Helsinki 1944.
- «Katajaisena kasvaa vapautemme», Helsingfors, 1944. 228 стор.
- «Скандинавські делюзії» (Статті, опубліковані 1950 р. в укр. періодиці: «Українські вісті», Н. Ульм; «Українське слово», Париж; «Америка», Філадельфія].
- «Mazepa і ukrainsk historieskrivning». Dagens Nyheter, 25.2.1951.
- «Скандинавські розчарування». «Мета». Торонто, 1951. n № 7, 8 (67, 68).
- «На скандинавському секторі ОУН в II світовій війні». «ОУН 1929—1954, на чужині», 1955, с. 301—329.
- «Політична пропаганда в Україні напередодні полтавської битви». Календар-альманах «Українського слова». Париж, 1955.
- «На скандінавському секторі ОУН у другій світовій війні». Організація Українських Націоналістів 1929—1954, на чужині, 1955, стор. 301—329.
- «Karl X Gustav inför Krisen і öster 1654—1655». Karolinska förbundets årsbok. Stockholm, 1956. 140 стор.
- «Propagandakriget i Ukraina 1708—1709». Karolinska förbundets årsbok. Stockholm, 1958, pp. 81–124.
- «Till den Karolinska Ukraina politikens förhistoria». Karolinska förbundets årsbok, 1959.
- «The Political Struggle of Mazepa and Charles XII for Ukrainian independance». The Ukrainian Quarterly, v. XII, No. 3, Sept. 1959, pp. 241–261.

### Лекції
- «Die Ukraine. Land und Volk» (лекція, прочитана 25.02. 1942 перед членами Географічного товариства в Гельсинкі, машинопис, 48 с.).
- «Die Jüngste politische Geschichte der Ukraine» (лекція, прочитана 12.03. 1942 в університеті Гельсинкі перед членами трьох історичних товариств, машинопис нім. мовою, з рукописними правками, 30 с.).
- «Die Ukraine und der Weltkrieg» (лекція, прочитана 23.03. 1943 р. в університеті Гельсинкі, машинопис, 25 с.).
- «Im Osteuropäischen Minderheitenkessel. Zum problem der imperialistischen Strömungen im Osten Europas» (лекція, прочитана 30.03. 1943 р. в університеті Гельсинкі, машинопис, 20 с.).
- «Die Ukraine und Finnland» (текст німецькою мовою, 13 с.) — перша половина 1940-х рр.

### Літературні переклади
- Юхані Ахо, «Ти погасиш, а я засвічу!».
- Карл Гайнріх Ваґґерль, «Дорога до коханого», «Марта», «Переказ про смерть», «Сотворення світу», «Волоцюги».
- Вернер фон Гейденстам, «Мазепа і його амбасадор».
- Ейно Лейно, «Чолом, Україно!».
- Два вірші з «Фінських сонетів». Автора не вказано (переклади датовано 11 і 24 липня 1942 р.).